# Germani (cognome)
Germani è un cognome di lingua italiana.

## Varianti
De Germano, Della Germania, German, Germanà, Germanaz, Germania, Germanini, Germanino, Germano, Germanò, Iermano.

## Origine e diffusione
Il cognome è tipicamente centro-settentrionale.
Potrebbe derivare dal prenome Germano o essere di origine etnica, indicando una provenienza dalla Germania.
La variante German è del Triveneto; Germanaz è valdostano; De Germano è meridionale; 

## Persone
- Pietro Germani – politico italiano
- Remo Germani (1938-2010) – cantante italiano
- Sergio Grmek Germani (1950) – critico cinematografico, saggista e autore televisivo italiano